# Frederick Leveson-Gower
Pour les articles homonymes, voir Leveson et Gower.
Edward Frederick Leveson-Gower (3 mai 1819 - 30 mai 1907), est un avocat britannique et un homme politique libéral. Il est généralement connu sous son deuxième prénom et est parfois surnommé Freddy Leveson. 

## Jeunesse et éducation
Il est le deuxième fils survivant de Granville Leveson-Gower (1er comte Granville) et son épouse Harriet Elizabeth Cavendish, deuxième fille de William Cavendish (5e duc de Devonshire). Il passe sa petite enfance, d'abord dans la résidence de son père à Wherstead, et lorsque son père est devenu ambassadeur en France en 1824, à l'ambassade britannique à Paris, où il est camarade de jeu de Henri, comte de Chambord. Âgé de huit ans, il est renvoyé en Angleterre dans une école de Brighton, après quoi il entre au Collège d'Eton. Il le quitte en 1835 et fait des études privées pendant les deux années suivantes, jusqu'à ce qu'il aille à Christ Church, Oxford en 1837. Il obtient un baccalauréat ès arts en 1840 et une maîtrise ès arts quatre ans plus tard. Après son Grand Tour, il est admis au barreau par le Inner Temple en 1845, exerçant dans le circuit d'Oxford. 

## Carrière
Leveson-Gower est élu à la Chambre des communes britannique pour Derby avec le soutien de son oncle William Cavendish (6e duc de Devonshire) en mai 1847. Cependant, l'élection est annulée sur pétition en juillet et Leveson-Gower ne s'est pas présenté aux élections partielles. À partir de 1851, il travaille comme rédacteur au ministère des Affaires étrangères jusqu'à l'année suivante lorsque, par l'influence de son cousin George Sutherland-Leveson-Gower (2e duc de Sutherland), il se présente avec succès en tant que député pour Stoke-upon-Trent, un siège qu'il perd lors des élections générales de 1857. Deux ans plus tard, il est élu pour Bodmin et représente la circonscription jusqu'à sa retraite de la politique en 1885. Leveson-Gower est juge de paix pour le Surrey et sert comme sous-lieutenant pour le comté. 

## Vie privée
Ayant voyagé en Inde en 1850, Leveson-Gower, après son retour, épouse Margaret Compton, fille de Spencer Compton (2e marquis de Northampton), le 1er juin 1851. Elle est décédée quelques années plus tard. Leur fils unique, George siège plus tard au Parlement du Royaume-Uni pour le North West Staffordshire et aussi pour Stoke-upon-Trent. En 1856, Leveson-Gower rejoint son frère Granville Leveson-Gower (2e comte Granville) en mission spéciale en Russie. Il est décédé en 1907, à l'âge de 88 ans, après avoir été plus tard un ami de William Ewart Gladstone et de sa femme. 